# Aaron Taylor-Johnson
Aaron Taylor-Johnson, nascut Aaron Perry Johnson (Holmer Green, Buckinghamshire, Anglaterra, 13 de juny de 1990) és un actor i productor britànic. És conegut pel seu paper de Dave Lizewski a Kick-Ass, Ben a la pel·lícula Savages, John Lennon a la pel·lícula Nowhere Boy i recentment Pietro Maximoff a Avengers: Age of Ultron.

## Carrera
Johnson tingué el seu debut com a actor al teatre amb sis anys, interpretant el fill de Macduff a l'obra Macbeth el 1999, i el 2000 feu part del repartiment de l'obra All My Sons d'Arthur Miller. Debutà al cinema interpretant dos papers de germans a Tom & Thomas (2002). A la televisió ha interpretat personatges com Niker a l'adaptació feta per a la BBC el 2004 de la novel·la Feather boy, com l'Owen Stephens a la sèrie del canal E4, Nearly Famous; i com l'Aaron a la sèrie Talk to Me de Danny Brocklehurst. El 2003 aparegué com un Charlie Chaplin jove a Shanghai Knights. El 2004 a Dead cool. El 2005 a El príncep dels lladres; el 2006 feu el curt Fast Learners i aparegué a la pel·lícula L'il·lusionista. El 2007 The magic door i Dewey Cox: Una vida llarga i dura, i el 2008 protagonitzà una comèdia adolescent, Angus, Thongs and Perfect Snogging.
Un preu però intens paper a El millor (2009). Amb Nowhere boy (2009) li arribà el seu primer paper protagonista amb la seva excel·lent interpretació del jove John Lennon. Dirigida per Sam Taylor-Wood, aquesta pel·lícula canvià la seva vida tant a nivell professional com personal. El 2010 Johnson aparegué com en Dave Lizewski, el personatge principal, a la pel·lícula Kick-Ass de Matthew Vaughn i Jane Goldman. El desembre del 2012 protagonitzà la pel·lícula Savages basada en el llibre homònim de Don Winslow i dirigida per Oliver Stone. El 2013 protagonitzà amb Keira Knightley i Jude Law el remake d'Anna Karenina i tornà aquell any amb la segona part de Kick-Ass.
El 2015 aparegué a Avengers: Age of Ultron en el paper de Pietro Maximoff.

## Filmografia
- Tom & Thomas (2002)
- The Apocalypse (2002)
- Behind Closed Doors (2003)
- Shanghai Knights (2003)
- Dead Cool (2004)
- The Thief Lord (2005)
- The Best Man (2005)
- The Illusionist (2006)
- Fast Learners (curtmetratge) (2006)
- The Magic Door (2007)
- Dummy (2008)
- Angus, Thongs and Perfect Snogging (2008)
- The Greatest (2009)
- Nowhere Boy (2009)
- Kick-Ass (2010)
- ChatRoom (2010)
- Albert Nobbs (2011)
- Savages (2012)
- Anna Karenina (2012)
- Kick-Ass 2 (2013)
- Godzilla (2014)
- Captain America: The Winter Soldier (2014)
- Avengers: Age of Ultron (2015)
- Kick-Ass 3 (2016)
- Godzilla 2 (2018)
- Outlaw King (2018)